# Премия Дзюна Таками
Премия Дзюна Таками (яп. 高見順賞 Таками Дзюн сё:) — литературная премия Японии, присуждавшаяся с 1971 по 2020 год авторам выдающихся поэтических произведений. Учреждена в память о видном японском поэте Дзюне Таками в 1971 году «Фондом поддержки литературы имени Дзюна Таками». Одна из наиболее престижных литературных премий Японии для поэтов гэндайси.

## Лауреаты
- 1971: Таку Мики и Годзо Ёсимасу
- 1972: Эйити Касуя
- 1973: Тосио Накаэ
- 1974: Сатико Ёсихара
- 1975: Коити Иидзима
- 1976: Сюнтаро Таникава (от премии отказался)
- 1977: Минору Ёсиока
- 1978: Тэцудзо Цубураи
- 1979: Рюсэй Хасэгава
- 1980: Такаскэ Сибусава
- 1981: Мотоо Андо
- 1982: Сигэо Васису
- 1983: Ясуо Ирисава
- 1984: Тоёитиро Миёси
- 1985: Тайдзиро Амадзава
- 1986: Рёко Синдо и Такахико Окада
- 1987: Хироси Кавасаки
- 1988: Муцуо Такахаси и Хисаки Мацуура
- 1989: Ивао Абэ и Макото Такаянаги
- 1990: Тацуя Иванари
- 1991: Киёми Конагая и Юкио Цудзи
- 1992: Микиро Сасаки
- 1993: Такаси Цудзии
- 1994: Канако Ёсида
- 1995: Ёко Исака
- 1996: Икуо Сэо
- 1997: Кадзуко Сираиси
- 1998: Ёдзи Аракава
- 1999: Кадзуко То
- 2000: Масай Коикэ и Кивао Номура
- 2001: Инуо Тагути
- 2002: Сироясу Судзуки и Хинако Абэ
- 2003: Садакадзу Фудзии
- 2004: Тэцуо Накагами
- 2005: Кэйдзо Айдзава и Акира Татэхата
- 2006: Хироми Ито
- 2007: Такако Мисаки
- 2008: Тору Китагава и Масато Инагава
- 2009: Хироя Такагай